# Rommerholm
Rommerholm er en lille ubeboet ø i Nakskov Fjord. 
Øen har tidligere været opdyrket og i privat eje. Rommerholm har i perioder fungeret som sommergræsning for kvæg. 
Storstrøms Amt købte øen i 1995 og forærede den til offentligheden. Øen ejes nu af Naturstyrelsen. Der er en lille skarvkoloni på øens vestende. Kolonien blev etableret efter 1980, da skarven blev jagtfredet. Al færdsel forbudt på øen i fuglenes yngleperiode fra den 15. marts og frem til den 15. juli.